# Peptoniphilus
Peptoniphilus — рід бактерій родини Peptoniphilaceae. Його представників раніше відносили до роду Peptostreptococcus.

## Опис
Це грампозитивні анаеробні коки. Як джерело енергії використовують не сахариди, а пептон (звідси назва роду Peptoniphilus — з грец. «пептон, любити»). Побічним продуктом синтезу є бутират.

## Клінічна значущість
Представники роду є частиною вагінальної та кишкової мікробіоти. Як патоген, вони присутні в діабетичних інфекціях шкіри та м'яких тканин, інфекціях кісток і суглобів, інфекціях хірургічних ран, при хоріоамніоніті та інфекціях кровотоку. Вони зазвичай трапляються як частина полімікробних інфекцій. Відзначено, що вони пов'язані з поганим загоєння ран у пацієнтів з виразкой діабетичної стопи, якщо вони присутні у великій кількості під час початкової інфекції.

## Види
- P. asaccharolyticus
- P. catoniae[2]
- P. coxii[2]
- P. duerdenii[2]
- P. gorbachii
- P. harei
- P. ivorii
- P. koenoeneniae[2]
- P. lacrimalis
- P. lacydonensis[2]
- P. methioninivorax[2]
- P. olsenii
- P. senegalensis[2]
- P. stercorisuis
- P. timonensis[2]
- P. tyrrelliae[2]
- P. urinimassiliensis[3]